# Tressignaux
Tressignaux é uma comuna francesa na região administrativa da Bretanha, no departamento Côtes-d'Armor. Estende-se por uma área de 7,31 km². Em 2010 a comuna tinha 702 habitantes (densidade: 96 hab./km²).